# Ethniki Odos 81
Die Ethniki Odos 81 (griechisch Εθνική Οδός 81 ‚Nationalstraße 81‘) ist eine Straßenverbindung in Griechenland. Sie verbindet Agios Stefanos an der Straße von Athen nach Marathon mit Kalamos nahe der Nordküste von Attika.

## Verlauf
Die Straße zweigt von der Ethniki Odos 83 in Agios Stefanos ab und führt zunächst nach Nordwesten über die Bahnstrecke Piräus–Platy in Richtung der Autobahn Aftokinitodromos 1, verlässt den Autobahnzubringer aber bereits nach rund 200 nach Norden und führt weitgehend parallel, aber in einigem Abstand zur Autobahn nach Kapandriti. Von dort setzt sie sich nach Norden bis Kalamos (Κάλαμος) und (nach OSM-Karte weiter Richtung Markopoulo Oropou, wohl bis zum Amphiareion von Oropos) fort.